# Giorgakis Olympios

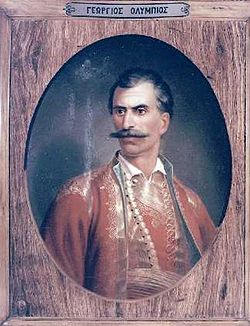
Giorgakis Olympios;
Historisches Nationalmuseum (Athen)

Giorgakis Olympios (griechisch Γεωργάκης Ολύμπιος, rumänisch Iordache Olimpiotul; * 1772; † 1821) war ein griechischer Armatole und militärischer Befehlshaber während des griechischen Unabhängigkeitskriegs gegen das Osmanische Reich. Bekannt für seine Tätigkeiten für den griechischen Geheimbund Filiki Eteria in den Donaufürstentümern, gilt er als eine der führenden Figuren der griechischen Revolution.

## Biografie

### Frühe Aktivitäten
Er wurde geboren im osmanisch regierten Griechenland im Dorf Livadi, in der Nähe von Larisa. Nach seinem Eintritt in die Armatolikia in der Gegend um die Bergkette Olymp im Alter von 20 Jahren wurde er ein prominentes Mitglied der lokalen Gesellschaft, durch den Schutz der Dörfer gegen die Raubzüge von Ali Pascha. Im Jahre 1798 jedoch war er gezwungen, seinen Geburtsort zu verlassen und floh nach Serbien, wo er für einige Zeit mit Karađorđe Petrović während des Ersten serbischen Aufstands, unter dem Namen Kapetan Jorgać, kollaborierte.
Er wurde Anhänger der Ideen von Rigas Feraios in Bezug auf eine gemeinsame Balkanrevolution gegen die osmanische Herrschaft und zog in die Walachei. Dort stellte er, mit Hilfe von Konstantin Ypsilantis, eine griechische Streitmacht auf, die mit dem Russischen Kaiserreich am russisch-türkischen Krieg von 1806 teilnahm. Nach der Schlacht von Ostrova wurde er zum Polkovnik (Oberst) in der russischen Armee ernannt. 

### Griechischer Unabhängigkeitskrieg
Im Jahr 1817 trat er dem Geheimbund Filiki Eteria bei, im hohen Rang des Shepherd. Er warb viele andere für die Eteria an und knüpfte Kontakte mit dem walachischen Pandur Tudor Vladimirescu, der den walachischen Aufstand von 1821 anführte. Er traf und heiratete Veljko Petrovićs Witwe, Čučuk Stana, die aus Serbien kam, um im griechischen Unabhängigkeitskrieg mitzukämpfen. Sie hatten drei Kinder. 
Zu Beginn der griechischen Revolution, als die Eteria ihre Expedition in Moldawien und der Walachei begann, war er Führer der griechischen Streitkräfte in Bukarest. 
Er nahm an der Schlacht von Sculeni am 29. Juni 1821 teil, wo osmanische Truppen ihn, zusammen mit Yiannis Pharmakis und einer kleinen Truppe von 400 Griechen, bis zum Secu-Kloster jagten. Olympios starb während des osmanischen Überfalls auf das Kloster.

## Referenzen
- Peter H. Paroulakis: The Greeks: Their Struggle For Independence. Hellenic International Press, 1984. ISBN 0-9590894-1-1.
- Poti Stratiki: To Athanato 1821. Stratikis Bros, 1990. ISBN 960-7261-50-X.